# RTP Madeira
RTP Madeira est une chaîne de télévision portugaise régionale diffusée sur l'archipel de Madère.

## Programmes
La chaîne reprend les programmes de la grande sœur portugaise (Radio-télévision du Portugal) et aussi quelques productions régionales.
- Bom Dia Portugal
- Manhã Informativa
- Jornal do Meio Dia
- Zoom África
- Mundo Automóvel
- Trio d'Ataque
- Jornal das 14
- Tarde Informativa
- Ler +, Ler Melhor
- Notícias 17H Madeira